# Limnephilus extricatus
Limnephilus extricatus là một loài Trichoptera trong họ Limnephilidae. Chúng phân bố ở miền Cổ bắc.